# 长安城 (高句丽)
长安城是东北亚古国高句丽最后一个首都。高句丽占领汉晋等朝在朝鲜半岛上的重镇乐浪郡后，改其名为平壤，后又改为长安城。
公元586年（隋朝开皇六年），高句丽平原王将都城由平壤城迁至长安城（今朝鲜平壤市区），直至高句丽灭亡。历时83年。
在中国史籍中，“平壤”之名首见《魏书》高句丽传：“魏世祖太延元年（公元435年）遣员外散骑侍郎李敖拜琏（即长寿王）为都督辽海诸军事 征东将军 领护东夷中郎将 辽东郡开国公 高句丽王敖至其所居平壤城。”而同期南朝史书記載高句麗的都城還在丸都山下，可能是国内城或在其附近。後隋唐史採用北史記載認為平壤就是漢朝樂浪郡。《新唐书·高丽传》记载：“其君居平壤城，亦谓长安城，汉乐浪郡也...随山屈缭为郛，南涯水，王筑宫其左，又有国内城，汉城，号别都。”唐书攻陷高句丽长安城后，唐朝史学家认为高句丽的长安城既是平壤、也是漢朝樂浪郡。